# Quencio
Quencio är en ort i Mexiko.   Den ligger i kommunen Coeneo och delstaten Michoacán de Ocampo, i den centrala delen av landet, 260 km väster om huvudstaden Mexico City. Quencio ligger 2 019 meter över havet och antalet invånare är 379.
Terrängen runt Quencio är kuperad åt sydost, men åt nordväst är den platt. Runt Quencio är det ganska tätbefolkat, med 108 invånare per kvadratkilometer. Närmaste större samhälle är Coeneo de la Libertad, 2,7 km söder om Quencio. I omgivningarna runt Quencio växer huvudsakligen savannskog.